# Santa Vittoria in Matenano
Santa Vittoria in Matenano es una localidad y comune italiana de la provincia de Fermo, región de las Marcas, con 1466 habitantes.

## Evolución demográfica
| Gráfica de evolución demográfica de Santa Vittoria in Matenano entre 1861 y 2001 |
|                                                                                  |
| Fuente ISTAT - elaboración gráfica de Wikipedia                                  |